# Nová Ves (Nepomyšl)
Nová Ves je malá vesnice, část městyse Nepomyšl v okrese Louny. Nachází se asi 4 km na jihozápad od Nepomyšle. Prochází zde silnice II/194. V roce 2021 zde trvale žilo 7 obyvatel.
Vesnice leží v katastrálním území Nová Ves u Podbořan o rozloze 1,59 km².

## Historie
První písemná zmínka o vesnici pochází z roku 1571.

## Obyvatelstvo
Při sčítání lidu v roce 1921 zde žilo 123 obyvatel (z toho šedesát mužů) německé národnosti a římskokatolického vyznání. Podle sčítání lidu z roku 1930 měla vesnice 131 obyvatel: patnáct Čechoslováků a 116 Němců. Až na jednoho člena církve československé byli římskými katolíky.
|           | 1869 | 1880 | 1890 | 1900 | 1910 | 1921 | 1930 | 1950 | 1961 | 1970 | 1980 | 1991 | 2001 | 2011 | 2021 |
| --------- | ---- | ---- | ---- | ---- | ---- | ---- | ---- | ---- | ---- | ---- | ---- | ---- | ---- | ---- | ---- |
| Obyvatelé | 117  | 142  | 142  | 129  | 127  | 123  | 131  | 36   | 15   | 11   | 8    | 5    | 9    | 11   | 7    |
| Domy      | 20   | 21   | 21   | 21   | 21   | 21   | 21   | 16   | 4    | 2    | 3    | 12   | 9    | 7    | 10   |

## Pamětihodnosti
Jihovýchodně od vesnice se nachází přírodní památka Vrbina u Nové Vsi.